# La Paz (Cali)
La Paz es un corregimiento en el norte del municipio colombiano de Cali. Limita al occidente con el corregimiento La Elvira, al sur con el corregimiento La Castilla), al oriente con Golondrinas, y al norte con el municipio de Yumbo. Es el corregimiento con menor número de habitantes.

## División territorial
El corregimiento La Paz está compuesto por su centro poblado cabecera (la cual le da el nombre al corregimiento) y por 4 veredas:
- La Paz
- Vergel
- Lomitas
- Villa del Rosario

## Demografia
La población del corregimiento se dio desde la década de 1960 con la llegada de familias procedentes del eje cafetero, Cauca, Antioquia y Nariño.